# Tích Bảo Tề Thiên Cổ
Tích Bảo Tề Thiên Cổ (phiên âm tiếng Mãn: Sibeochi Fiyangguu, giản thể: 锡宝齐篇古; phồn thể: 錫寶齊篇古; bính âm: Xībǎoqí Piān gǔ), thuộc gia tộc Ái Tân Giác La, là Tả vệ Kiến Châu vào thời nhà Minh. Ông là con trai thứ ba của Sung Thiện (充善), cháu nội của Thanh Nguyên Đế Triệu Tổ Mạnh Đặc Mục; Tích Bảo Tề Thiên Cổ là phụ thân của Đô đốc Phúc Mãn, tổ phụ của Giác Xương An, tằng tổ phụ của Tháp Khắc Thế và là cao tổ phụ của Thanh Thái Tổ Nỗ Nhĩ Cáp Xích.
Ông được truy phong là Chính Hoàng đế.
Theo nghiên cứu của các học giả đương đại, Tích Bảo Tề Thiên Cổ và Phúc Mãn có khả năng là những nhân vật hư cấu.